# 十字軍坦克
十字軍戰車（Tank, Cruiser, Mk VI Crusader (A15)，或稱Crusader tank）是英國在二戰時期最主要服役的巡航戰車，亦是英軍在義大利最重要的戰車，共生產了超過5,300輛。但由於可靠性不足和裝甲薄弱，在入侵意大利已被美國戰車取代。

## 開發及設計

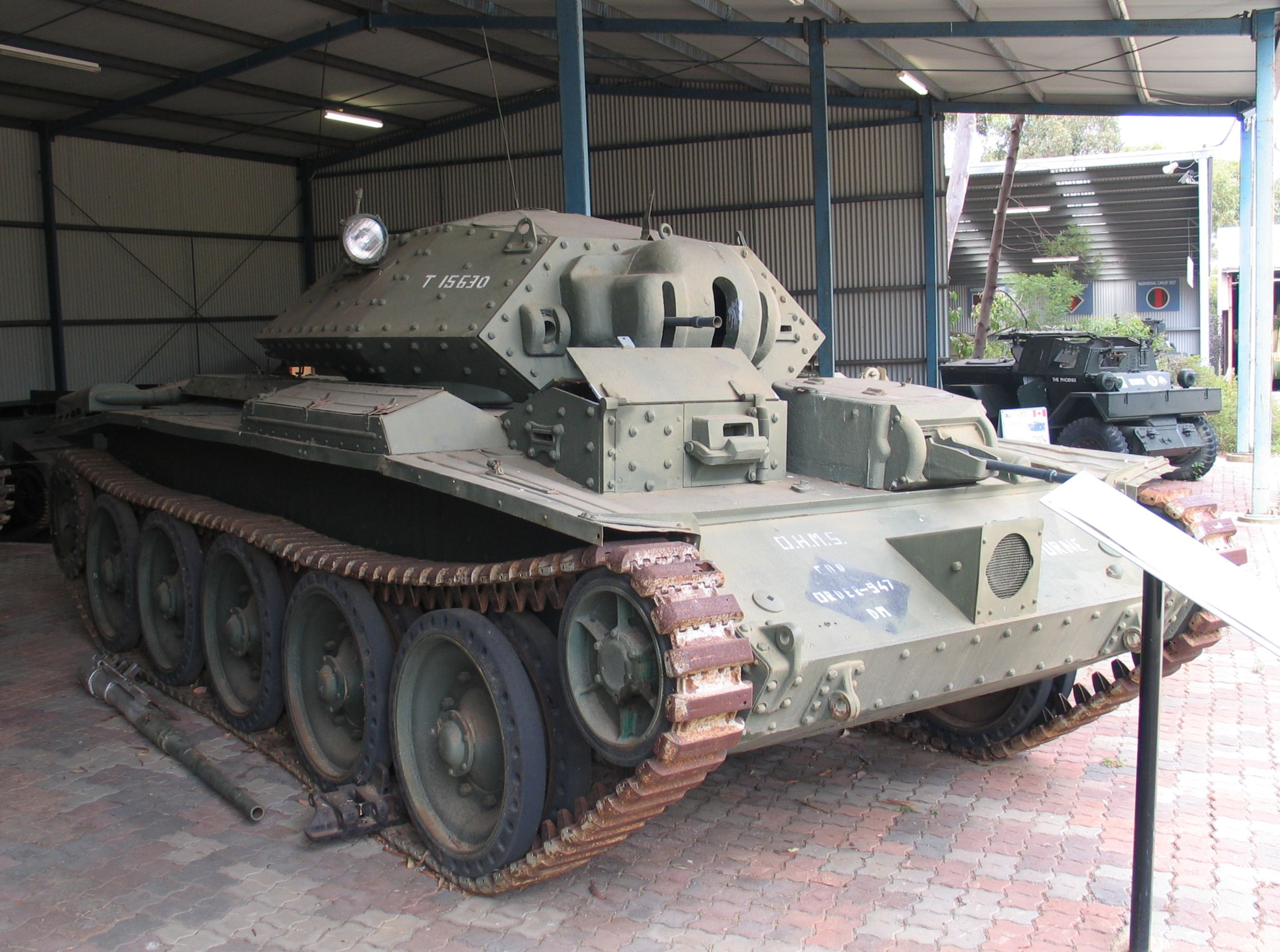
早期型的十字軍坦克，主炮炮管被拆除，仍裝有小型機槍塔。

英國諾非爾德集團在1939年參與生產Mk III巡航坦克（A13，後來改進成Mk.V盟約者巡航坦克）的其中一部份，其後諾非爾德集團也開始自行研制自家的巡航坦克，名為十字軍坦克（Mk VI巡航坦克），參謀部命名編號為A15。雖然十字軍坦克的設計參考自立約者坦克，但兩者的開發時很接近，十字軍坦克的樣車推出時間距離第一架服役的立約者坦克就只有六星期。
十字軍坦克每邊具有五個路輪以平衡重量分佈，與立約者坦克的每邊四個路輪不同，而操縱系統、引擎冷卻系統也有所改良，早期設計中甚至在車體前方駕駛員位置加裝一個手動旋轉的小型機槍塔，並內置一挺貝莎機槍。不過這個小型機槍塔難以操縱，打開艙門後會妨礙主炮運作，通常在上戰場時會被拆除。早期型的十字軍坦克與盟約者坦克採用相同的炮塔及QF 2磅炮，正面有有三條垂直槽給主炮、同軸機槍和瞄準具使用，後期型槍塔有所改良，並改用單孔設計。

## 服役歷史

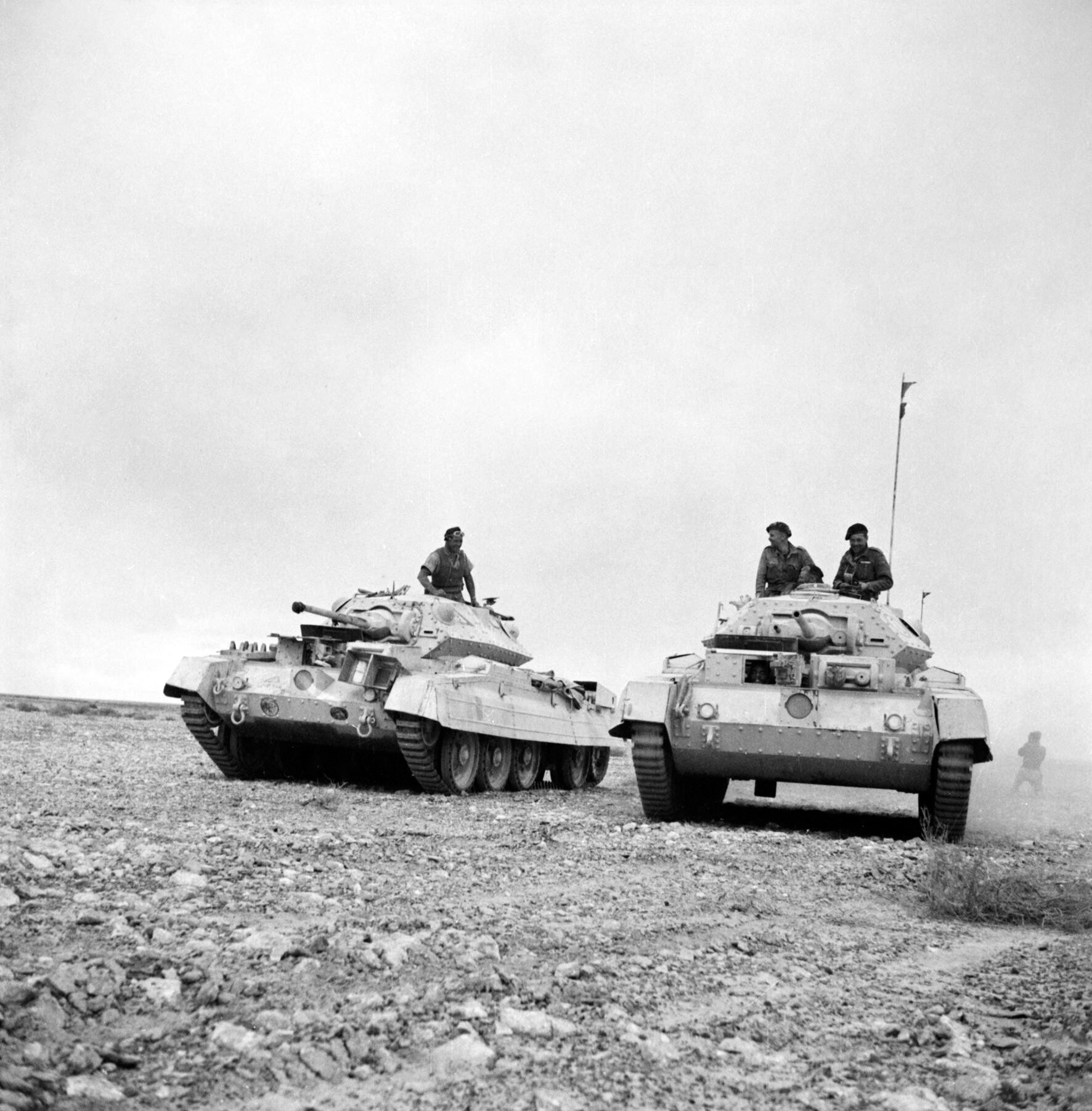
1941年11月26日北非西部沙漠戰場，兩台早期型十字軍坦克。

十字軍坦克首次服役於1941年6月的戰斧行動中，其後的十字軍行動亦因英軍大量投放這種坦克而命名。
雖然十字軍坦克的速度比任何德軍坦克快，但裝甲薄弱和可靠性存在問題，且40毫米口徑的QF 2磅炮的穿甲彈火力太弱，就算發射高爆彈效能也相當不足，德軍部隊以隱藏在遠處的反坦克炮作攻擊，十字軍坦克的射程和火力根本難以反擊。在北非戰役後，十字軍坦克被性能更好的M4雪曼、克倫威爾坦克所取代，十字軍坦克大多退下火線，剩餘的改變成自走防空炮和火炮牽引用途。

## 衍生型

### 十字軍I（Mk VI巡航坦克）

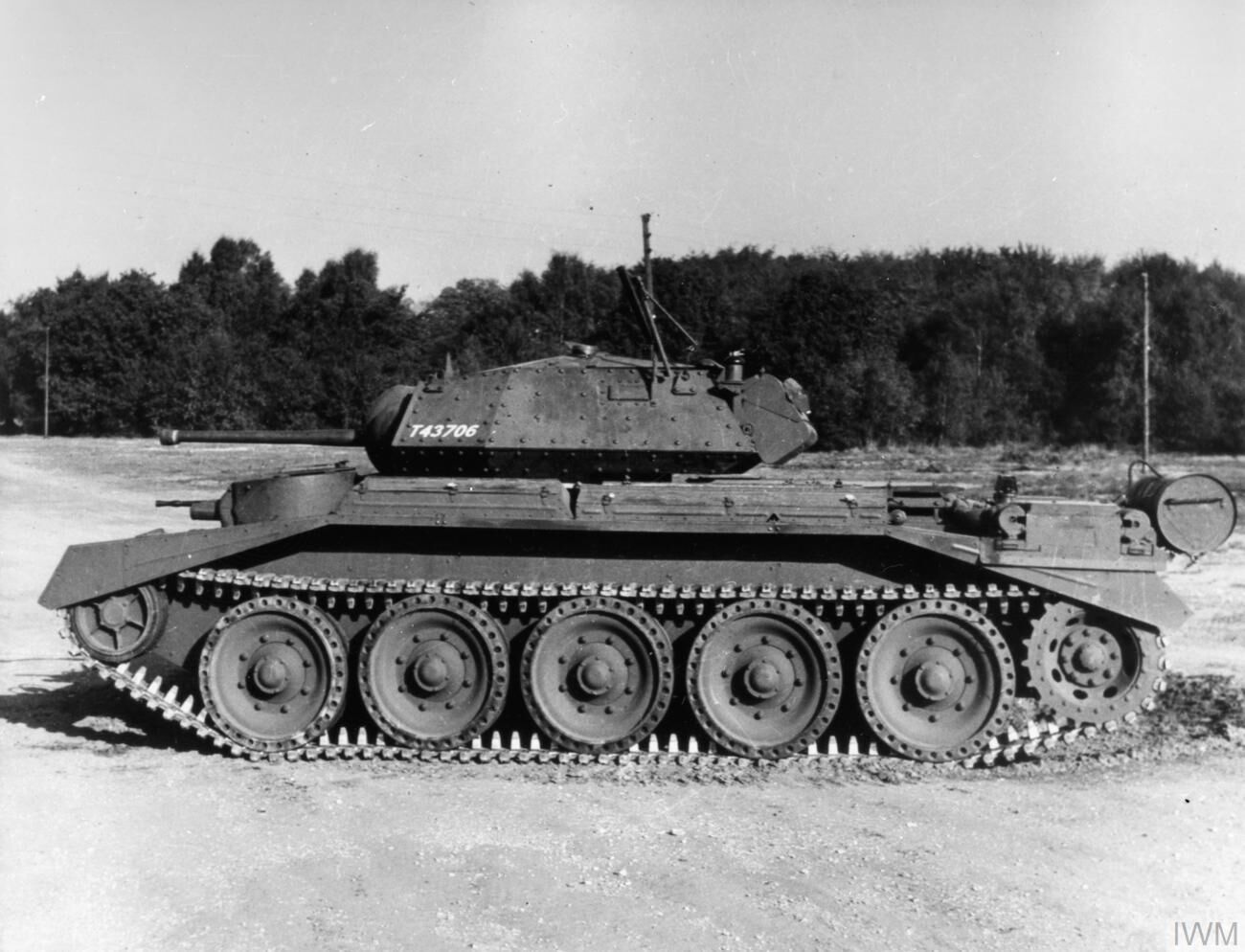
仍裝有小型機槍塔的十字軍I。

原型生產版本，小型機槍塔在上戰場時通常會被拆除。
- 十字軍I CS（Mk VI CS巡航坦克）

近戰支援型，炮塔裝有QF 3英寸榴彈砲，取代原本的QF 2磅炮。

### 十字軍II（Mk VIA巡航坦克）
十字軍II加厚了車體正面和炮塔正面的裝甲，小型機槍塔通常會被拆除。
- 十字軍II CS（Mk VIA CS巡航坦克）

炮塔裝有QF 3英寸榴彈砲，近距離支援用。
- 指揮型

裝有一門假炮及2具第19型無線電。

### 十字軍III

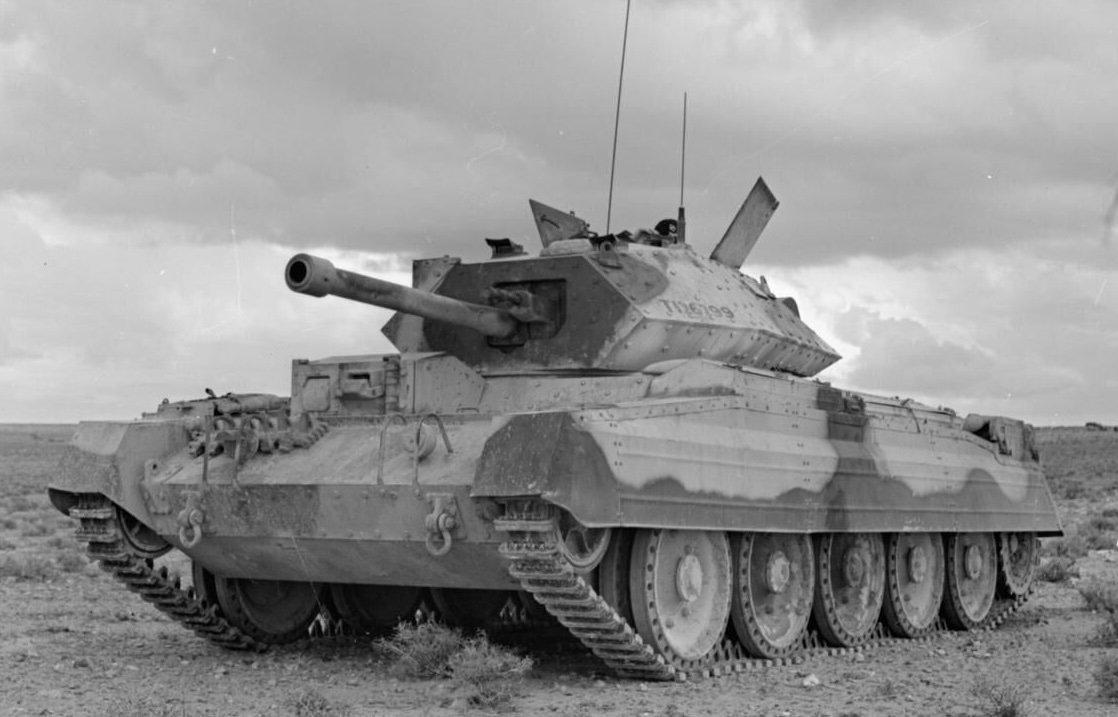
十字軍III。

由於Mk.VII騎兵巡航坦克的推出日期延遲，部份十字軍坦克改用了火力更大的QF 6磅炮，亦是第一種採用該炮的英軍坦克。6磅炮令炮塔內部空間減小，車組成員減至三人，車長同時兼任裝填手，戰鬥艙也增裝抽風機，排除火炮發射燃燒火藥廢氣。十字軍III型在1942年5月開始量產，至1942年7月完成144輛。大部分均撥交給非洲英軍，在1942年10月的第二次阿拉曼戰役時有100輛十字軍III配備作戰。
- 前線觀測型

為炮兵前進觀測改造，英軍炮兵觀測員可搭乘這款車輛到前線為炮兵提供更準確的射擊校正參數。砲塔固定並裝設一門假炮，車內空間加裝2具第19型無線電、與1具第18型無線電，並設置地圖版與相關炮兵測量設備。

### 十字軍III，Mk I防空型

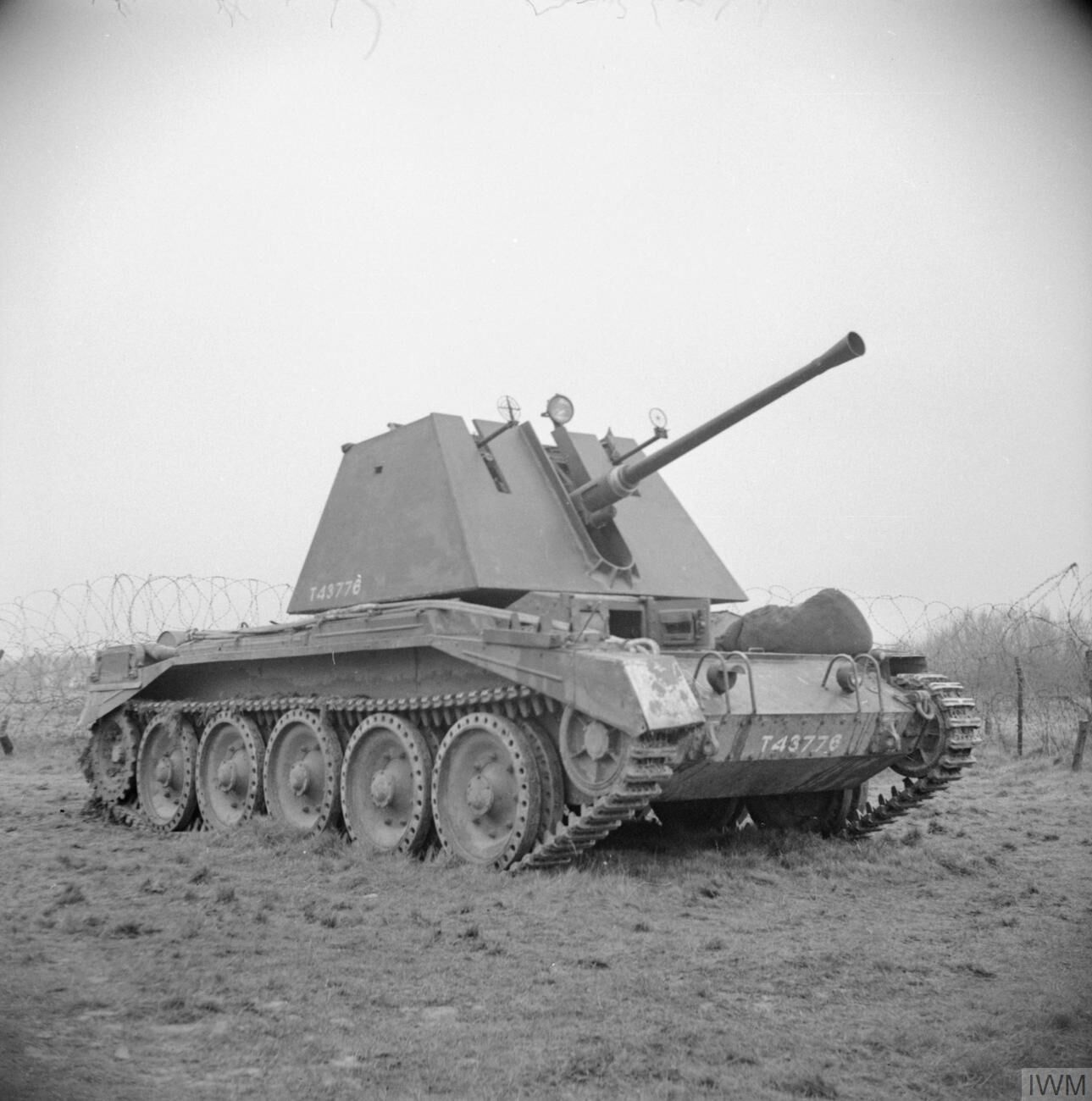
1943年3月25日，十字軍III，Mk I防空型的波佛斯40毫米高射砲。

改用開頂式炮塔，拆除6磅炮換裝一門波佛斯40毫米高射砲配自動裝彈機，車組成員編制為四人，分別是車長、炮手、裝填手及駕駛員。

### 十字軍III，Mk II / Mk III防空型
主力防空武裝更換為雙聯裝厄利孔20毫米機炮，另配備一挺維克斯機槍自衛，砲塔為多角形設計，雖然防禦力無可挑剔但是追蹤空中目標的觀測視野設計不良。無線電設置位置從砲塔戰鬥艙移置車體，增加砲塔空間。除了雙連裝版，也曾存在三連裝20機炮的版本，但主要為訓練用。
雖然本型防空炮車在諾曼第登陸前在英軍部隊中廣泛配備，但因盟軍的空中優勢使防空炮車無用武之地，相關防炮單位後續被解散。但是在波蘭裝甲師當中這款戰具被保留，作為清除地面目標的壓制武器運用。
|  |  |

### 十字軍II，Mk I火炮牽引車

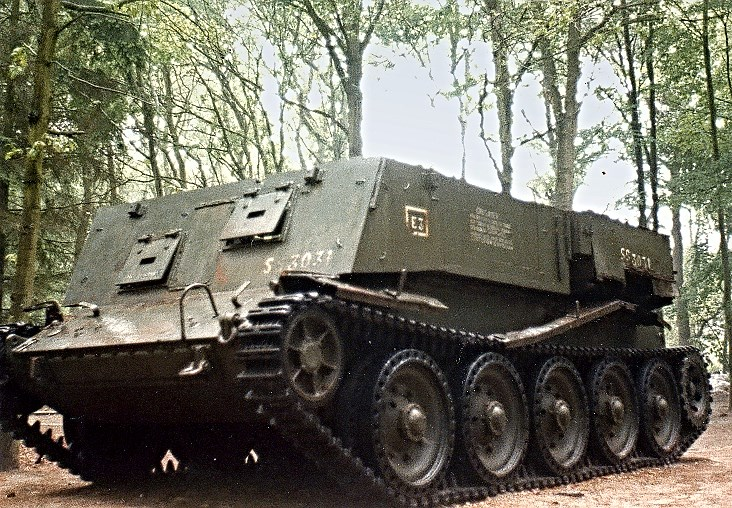
十字軍火炮牽引車

替換莫里斯C8火炮牽引車，以十字軍坦克的底盤改裝成方型開放式車體，用於牽引QF 17磅反坦克炮。車輛乘坐駕駛1人、炮組6人，車體有14公厘厚的鋼板可以保護人員安全，在不拖曳火炮時也可以搬運彈藥。
十字軍火炮拖曳車一般極速是時速43公里，但實際操作士兵證實在空車時極速可達89公里，因此有些指揮官也把它拿來當偵查車或指揮車使用。
十字軍火炮牽引車服役於1944至1945年的西北歐戰場，直到德國戰敗前皆可看到它的身影。

### 十字軍裝甲回收車Mk I

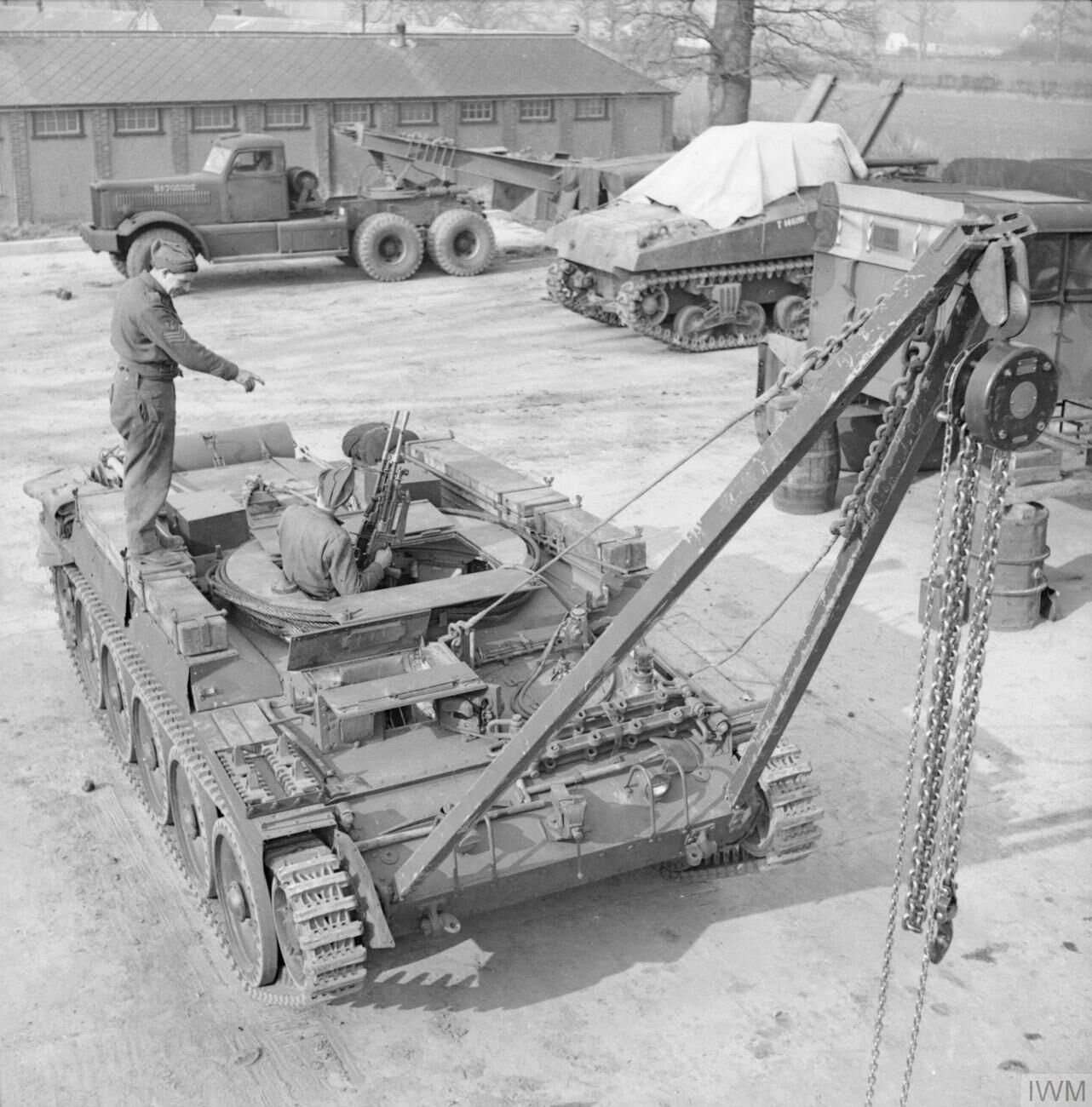
十字軍裝甲回收車。

以十字軍坦克的底盤改裝成裝甲回收車，在1942制造了一架樣車。

### 十字軍自走炮
- 二戰後設計裝有5.5吋炮的試驗型。
- 部份賣給阿根廷的十字軍坦克被改裝成自走炮，裝有法國制75或105毫米炮，配方型車體。

### 附加裝備型
- 滾輪排雷器（AMRA）Mk Id

裝有四個滾輪，增重方式為向滾輪注水或沙。
- 浮渡附件

在車體兩邊加裝浮筒，並在履帶上加裝特制葉片以提供動力，引擎和進氣口附加防水罩

## 流行文化

### 電子遊戲
- 《戰爭雷霆》
- 《應徵入伍》

## 注腳
1. 1 2  Boyd 2008
2. ↑  David Porter; 翻譯：卡米柚子. . 臺北縣板橋市: 楓書坊文化. 2010: 73. ISBN 978-986-6326-28-8.

## 外部連結
- 十字軍坦克Mk II圖片集（页面存档备份，存于）